# Andouillé-Neuville

Andouillé-Neuville este o comună în departamentul Ille-et-Vilaine, Franța. În 2009 avea o populație de 772 de locuitori.